# Ahmadisme
« Ahmadi » redirige ici. Pour les articles homophones, voir Ahmadi (homonymie), Hamady et Hammadi.

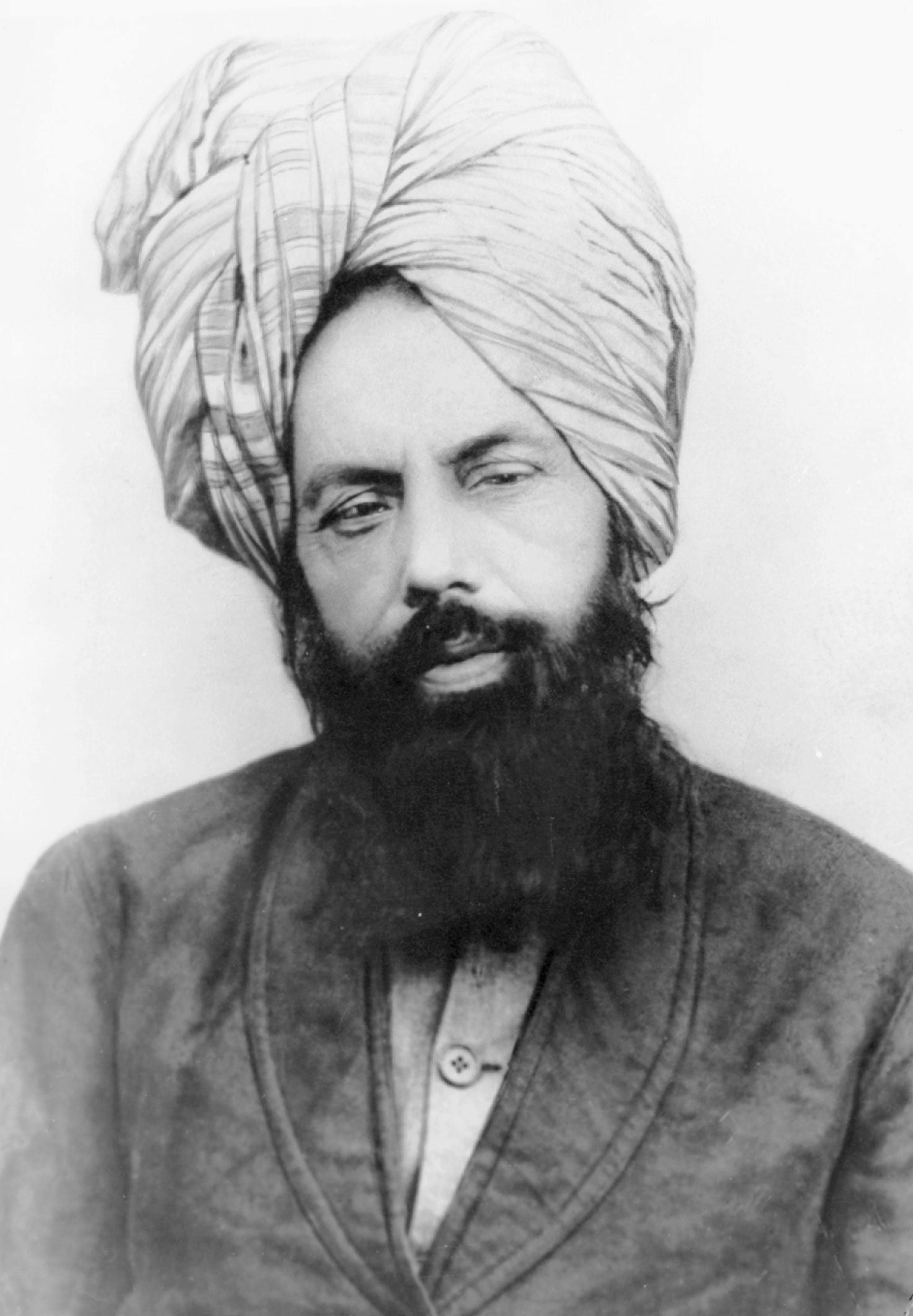
Mirza Ghulam Ahmad vers 1897.

L'ahmadisme ou Ahmadiyya (en arabe : الجماعة الإسلامية الأحمدية, al-jamāt al-islāmiyya el-ahmadiyya ; en ourdou : احمدیہ مسلم جماعت, ahmadiyya muslim jamāt) est un mouvement traditionniste fondé par Mirza Ghulam Ahmad à la fin du XIXe siècle au Penjab, alors sous domination britannique.
Mirza Ghulam Ahmad (1835-1908), un musulman né à Qâdiyân au Pendjab indien (à environ 50 km au nord-est d'Amritsar), fait la paix avec les Anglais et stoppe tout prosélytisme en se présentant comme une réapparition du Messie pour les chrétiens, avatâr de Vishnou pour les hindous.
À partir de 1889, Ahmad proclame qu'Allah lui a confié la tâche de restaurer l'islam dans sa pureté et il se déclare مجدد mujaddid (« rénovateur »), muhaddith (« traditionniste »). Cette position fait de l'ahmadisme un mouvement vivement combattu par les courants majoritaires de l'islam pour lesquels Mahomet est le dernier prophète. L'ahmadisme a ainsi été déclaré « non-musulman » par le Parlement pakistanais en 1974.
À sa mort, ses adeptes élisent un calife et vivent en communauté indépendante. Aujourd'hui encore, très dynamiques, les ahmadis sont présents dans 190 pays, la moitié au Pakistan et le reste en Inde, au Nigeria, au Suriname, aux États-Unis, au Canada (où le premier ministre Justin Trudeau a rencontré le calife actuel, Mirza Masroor Ahmad, en 2016), en France, etc. Ils ont été déclarés non musulmans et persécutés au Pakistan, en Afghanistan, en Arabie saoudite et en Algérie. Le mouvement est très actif dans le domaine de l'humanitaire, surtout en Afrique, en construisant des hôpitaux, cliniques et dispensaires gratuits.
Depuis une scission en 1914, ce mouvement comprend deux courants distincts, la Communauté musulmane Ahmadiyya et le mouvement Ahmadiyya de Lahore (en). Le nombre d'adeptes du mouvement - les ahmadis - est généralement estimé, selon divers commentateurs indépendants, à 10 à 20 millions, bien qu'il en revendique lui-même plus de 10 millions à travers le monde,,. En 1999, le mouvement revendiquait 4,7 millions de membres au Pakistan, ce qui était contesté par les autorités musulmanes concurrentes. Ils seraient 7 millions au Pakistan en 2020. Environ 130 000 ahmadis seraient réfugiés en Inde , surtout au Penjab, où ils sont considérés comme musulmans par les autorités indiennes, mais sont recensés comme ahmadis par la communauté ahmadie en Inde.

## Historique et croyance

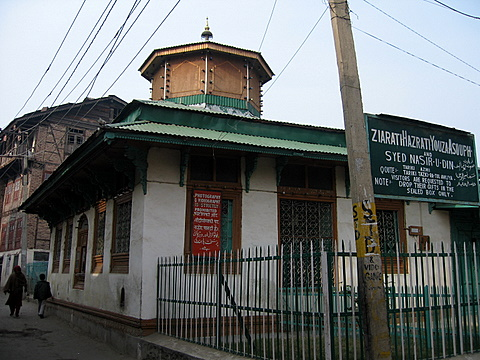
Roza Bal, le tombeau supposé de Jésus (Îsâ) à Srinagar.

À la fin du XIXe siècle, Mirza Ghulam Ahmad de Qadian se proclama mujaddid, le Messie annoncé mahdi et le prophète de son temps (interprètent cette dernière affirmation différemment). Le 23 mars 1889, Mirza Ghulam Ahmad fonda sa communauté, à qui l'on donna plus tard le nom d'Ahmadiyya Muslim Jamaat (Communauté musulmane Ahmadiyya). Mirza Ghulam Ahmad déclara avoir accompli la prophétie du retour de Jésus. Lui et ses disciples affirmèrent que cet événement avait été annoncé par Mahomet le prophète de l'islam, ainsi que par plusieurs autres écrits religieux dans le monde.
Les Ahmadis donnent aux prophètes Mahomet et Jésus une place privilégiée ainsi qu'aux autres saints de l'islam. Ils considèrent un tombeau nommé Roza Bal comme étant celui de Jésus. Le lieu de culte est un temple situé à Srinagar (en cachemiri : श्रीनगर) au Cachemire. Ce courant développe une christologie particulière selon laquelle Jésus est un prophète de Dieu qui aurait été déposé de la croix en état de coma et non mort. Une fois soigné, après quelques apparitions à ses disciples pour organiser sa prédication, Jésus « grand voyageur » serait parti à l'est de l'Euphrate pour rassembler les Tribus perdues d'Israël, ce qui l'aurait conduit à Srinagar, via Nisibe, Herat, Peshawar,. Il aurait fini sa vie au Cachemire, y vivant jusqu'à l'âge de 120 ans.
Les croyances des musulmans ahmadis sont considérées comme hérétiques et déviantes par beaucoup de théologiens du sunnisme et du chiisme. Les musulmans traditionnels désignent souvent aux ahmadis par le terme Qadiani, qui signifie littéralement « de la région de Qadian en Inde », qui a acquis avec les années une connotation différente. Les musulmans traditionnels affirment que la revendication de Mirza Ghulam Ahmad, quant à son essence prophétique et messianique, viole les principes eschatologique fondamentaux de la tradition islamique. Selon cette dernière, Mahomet est mentionné comme le dernier prophète ; c'est Jésus et personne d'autre qui doit revenir à la fin des temps. Certains détracteurs de l'ahmadisme mettent l'accent sur l'irrespect de Mirza Ghulâm Ahmad pour la figure de Jésus, une accusation niée par ses partisans qui estiment que l'allégation est sans fondement et citent Mirza Ghulâm Ahmad :

« Nous informons nos lecteurs que notre croyance au sujet de Jésus est très noble. Nous croyons sincèrement qu'il était un vrai prophète d'Allah, et il l'aimait… Par conséquent, nous le tenons en très grande estime conformément à son statut privilégié. »

— (Nur-ul-Qur'an, partie 2, Ruhani Khaza'in, vol. 9, p. 374)
Depuis ses débuts, le but de l'Ahmadiyya Muslim Jamaat est le renouveau de l'islam. Les ahmadis considèrent qu'ils sont partie intégrante de l'islam. En 1914, quelques années après la mort de son fondateur, le mouvement se scinde en deux avec, d'un côté, la branche principale, dite « Qadiani » et connue sous le nom de Ahmadiyya Muslim Community et, de l'autre, ceux qui s'en séparent pour former la branche Lahore Ahmadiyya Movement (en). Pour cette branche des « Lahoris » qui le vénèrent comme calife du mouvement, Ahmad n'est pas un prophète, seulement un « rénovateur » (mujaddid).

### Yuz Asaf et la christologie ahmadie
Mirza Ghulam Ahmad est originaire d'un milieu soufi sunnite et proclame le 4 mars 1889 avoir reçu une révélation de Dieu, la capacité de prescience ainsi que celle d'accomplir des miracles - y compris la résurrection des morts - puis, à partir de 1904, être un avatar de Krishna ainsi que Jésus de Nazareth retourné sur terre comme Mahdi. Ce dernier est présenté sous la dénomination de « Yuz Azaf ».
L'origine du nom Yuzasaf est disputée. Pour Per Beskow, qui estime que ce personnage est totalement légendaire, le nom Yuzasaf dérive du mot sanscrit « bodhisattva ». Pour lui, il puiserait ses origines dans une légende bouddhiste du IVe ou Ve siècle dans laquelle un futur Bouddha s'abstient d'atteindre le nirvana pour aider les non « éveillés ». Toutefois, Yuzasaf pourrait être une déformation du nom juif « Josaphat » et Yuzasaf pourrait être le Josaphat dont il est question dans la légende chrétienne de Barlaam et Josaphat.
Une version en sanskrit de la « Vie du Bodhisattva » a donné naissance à un très grand nombre de versions en différentes langues parlées au Ier millénaire dans l'espace indo-perse (un Bodhisattva est un être promis à l'éveil). L'histoire de ce récit légendé a pu être retracée depuis un texte du bouddhisme mahāyāna en sanscrit datant du IIe – IVe siècle, jusqu'à une version manichéenne, qui a ensuite trouvé sa place dans la culture musulmane en langue arabe sous le nom de Kitab Bilawhar wa-Yudasaf (Livre de Bilawhar et Yudasaf), texte bien connu dans le Bagdad du VIIIe siècle. Elle est traduite en géorgien au IXe ou Xe siècle, où elle est alors christianisée. Cette version chrétienne est ensuite traduite en grec au Xe – XIe siècle par saint Euthyme l'Hagiorite puis en latin au milieu du XIe siècle. À partir du XIIIe siècle, La Légende dorée, livre en français de Jacques de Voragine en assure la plus grande diffusion. Des attestations de la légende en sogdien incitent certains auteurs à penser à une provenance d'Asie centrale.
Dans l'islam, la légende est traduite et adaptée dès le VIIIe siècle par Ibn al-Muqaffa. Une addition de la version arabe de la légende - le Kitâb Bilawhar-wa-Budhasaf - amène ce personnage accompagné d'un disciple au Cachemire où il meurt et est enterré.
De cette version, dont il a connaissance dans une édition indienne de 1889, Mirza Ghulam Ahmad compose vers 1900 le personnage de « Yuz Azaf » décomposition du « Yuzasaf » des récits : Ahmad affirme que Yuz signifie « Jésus » (ou « Îsâ ») et Azaf, « le Rassembleur ». « Yuz Asaf » - « Jésus le Rassembleur », créant sa propre version de l'histoire brodée de divers autres éléments. Selon les conceptions des ahmadis, Jésus n'a pas été élevé aux cieux, il a réellement subi la crucifixion, y a survécu grâce aux soins de ses compagnons puis a poursuivi son périple jusque dans la vallée du Cachemire, où il a fini ses jours et où Srinagar abrite son tombeau ; en conséquence, le Messie dont le Coran annonce le retour à la fin des temps ne peut pas être Jésus en personne, mais simplement quelqu'un qui présente d'importantes ressemblances avec lui – ce qui autorise son identification à Mirza Ghulam Ahmad.
Pour assurer sa tradition christologique, le mouvement s'appuie notamment sur diverses traditions et récits orientaux, arabes, persans ou sanskrits réinterprétés ainsi que des publications occidentales du XIXe siècle. Parmi ces dernières, on trouve notamment le livre du journaliste et aventurier russe Nicolas Notovitch, publié en France en 1894, premier à théoriser une vie de Jésus en Inde dans un faux intitulé La vie inconnue de Jésus Christ, dont la nature inventée ne fait plus de doute chez les chercheurs depuis Max Müller - qui se rendit dans le monastère d'Hemis au Ladakh d'où Notovitch prétendait tirer ses sources - mais qui a connu une certaine audience. Par la suite, les disciples d'Ahmad feront coïncider les versions de ce dernier et de Notovitch en expliquant que Jésus était venu deux fois en Inde.
Les ahmadis se réclament notamment de textes supposés parler de Jésus, comme le Bhavishya Purana, une collection de traditions hindoues de différentes époques publiée à Bombay en 1910 où il est dit qu'un « roi des sakas » appelé « Shalivahana » a une vision sur une montagne couverte de neige où lui apparaît un « fils du Seigneur » (ishaputra) « né d'une vierge » (kumarigarbhasambhava). Cette vision peut faire allusion à Jésus mélangée à des éléments de culte solaire iranien mais seule la tradition ahmadienne la transpose à Srinagar et transforme cette vision en rencontre physique. En guise de preuve, Ahmad a également fait référence à une inscription persane sur un temple hindou près de la ville où le nom de Yuz Asaf aurait été mentionné mais aurait été effacé et dont il n'existe aucune trace.
En tout état de cause, les ahmadis vouent à Yuz Asaf un culte tout comme aux saints de l'islam autour du tombeau de Roza Bal (Mohalla Khaniyar) situé à Srinagar. Sur une pierre massive accolée à la pierre tombale de Yuz Asaf ont été gravés l'empreinte de deux plantes de pied stylisées, sur lesquelles figurent deux représentations de cicatrices laissées par un clou qui aurait traversé ses deux pieds, qui montrent que Yuz Asaf était considéré comme un crucifié ayant survécu à son supplice.
Cette légende de la tombe de Jésus au Cachemire a connu un certain renom médiatique en Occident particulièrement à la fin des années 1970, relayée par une série d'auteurs et de journalistes ésotéristes occidentaux, à la suite de Notovitch.
La tradition de « Budhasaf »/« Yuzasaf » dont s'inspire le « Yuz Asaf » des ahmadis est également à l'origine de la tradition chrétienne - essentiellement orientale - de « Ioasaph » en grec ou « Josaphat » en latin.

## Musulmans ahmadis comparés aux musulmans orthodoxes
| article de foi                     | croyance musulmane orthodoxe | croyance du Lahore Ahmadiyya Movement | croyance de la communauté musulmane Ahmadiyya |
| ---------------------------------- | --- | --- | --- |
| Mort de Jésus                      | Jésus n'est pas mort. Il est encore vivant au ciel. Il a été élevé physiquement au ciel par Dieu pour échapper à la crucifixion. | Jésus n'est pas mort sur la croix (plutôt évanoui ou inconscient). Il a repris connaissance dans la grotte de Joseph. Il est mort de mort naturelle après l'évènement de la croix à un âge fort avancé dans son exil en Inde.                       | Jésus n'est pas mort sur la croix (plutôt évanoui ou inconscient). Il a repris connaissance dans la grotte de Joseph. Il est mort de mort naturelle après l'évènement de la croix à un âge fort avancé dans son exil en Inde.                                                                                                   |
| Retour de Jésus                    | Jésus lui-même descendra du ciel d'où Allah l'avait élevé vivant, peu avant la fin du monde. | Les références à la réincarnation de Jésus sont allégoriques. La prophétie de la réincarnation spirituelle a été accomplie en la personne de Mirza Ghulam Ahmad. Autant Jésus est le messie de Moïse, autant Mirza Ghulam est le messie de Mahomet. | Les références à la réincarnation de Jésus sont allégoriques. La prophétie de la réincarnation spirituelle a été accomplie en la personne de Mirza Ghulam Ahmad. Autant Jésus est le messie de Moïse, autant Mirza Ghulam est le messie de Mahomet.                                                                             |
| Statut de Mirza Ghulam Ahmad       | Diffère selon les cas, mais souvent considéré comme apostat | Un prophète au sens allégorique. Mujaddid (réformateur) du XIVe siècle de l'islam. Le mahdi annoncé et une réincarnation spirituelle de Jésus. | Un prophète au sens allégorique. Mujaddid (réformateur) du XIVe siècle de l'islam. Le mahdi annoncé et une réincarnation spirituelle de Jésus. |
| Chahada                            | Il est obligatoire pour devenir musulman de prononcer la chahada (et dans certains cas au Bangladesh et au Pakistan ainsi qu'en Inde de déclarer que Mirza Ghulam Ahmad est un apostat).                                                                  | Toute personne qui prononce la chahada ne peut être déclarée non-musulmane par qui que ce soit | Pour être considéré comme musulman, il faut prononcer la chahada. Toute personne qui prononce la chahada ne peut être déclarée non musulmane par qui que ce soit. |
| Finitude de la qualité de prophète | Mahomet est le dernier (le « sceau ») des prophètes. Cependant, cela n'exclut pas le retour d'un ancien prophète (Jésus) avant la fin du monde même si celui-ci ne reviendra pas en tant que prophète mais continuera à établir la législation coranique. | Mahomet est le dernier des prophètes. Aucun prophète, nouveau ou ancien, ne peut venir après lui. | Mahomet a amené la qualité de prophète à la perfection (le "sceau" des prophètes). De nouveaux prophètes peuvent venir après lui à condition qu'ils suivent l'exemple établi par lui en tout point. Les nouveaux prophètes ne peuvent toutefois pas dépasser Mahomet en excellence, ni recevoir de nouvelle Loi comme le Coran. |

## Discrimination et violences
L'Organisation de la conférence islamique les a déclarés non musulmans en 1973, leur interdisant le pèlerinage à La Mecque. Ils sont persécutés dans de nombreux pays,.

### Pakistan

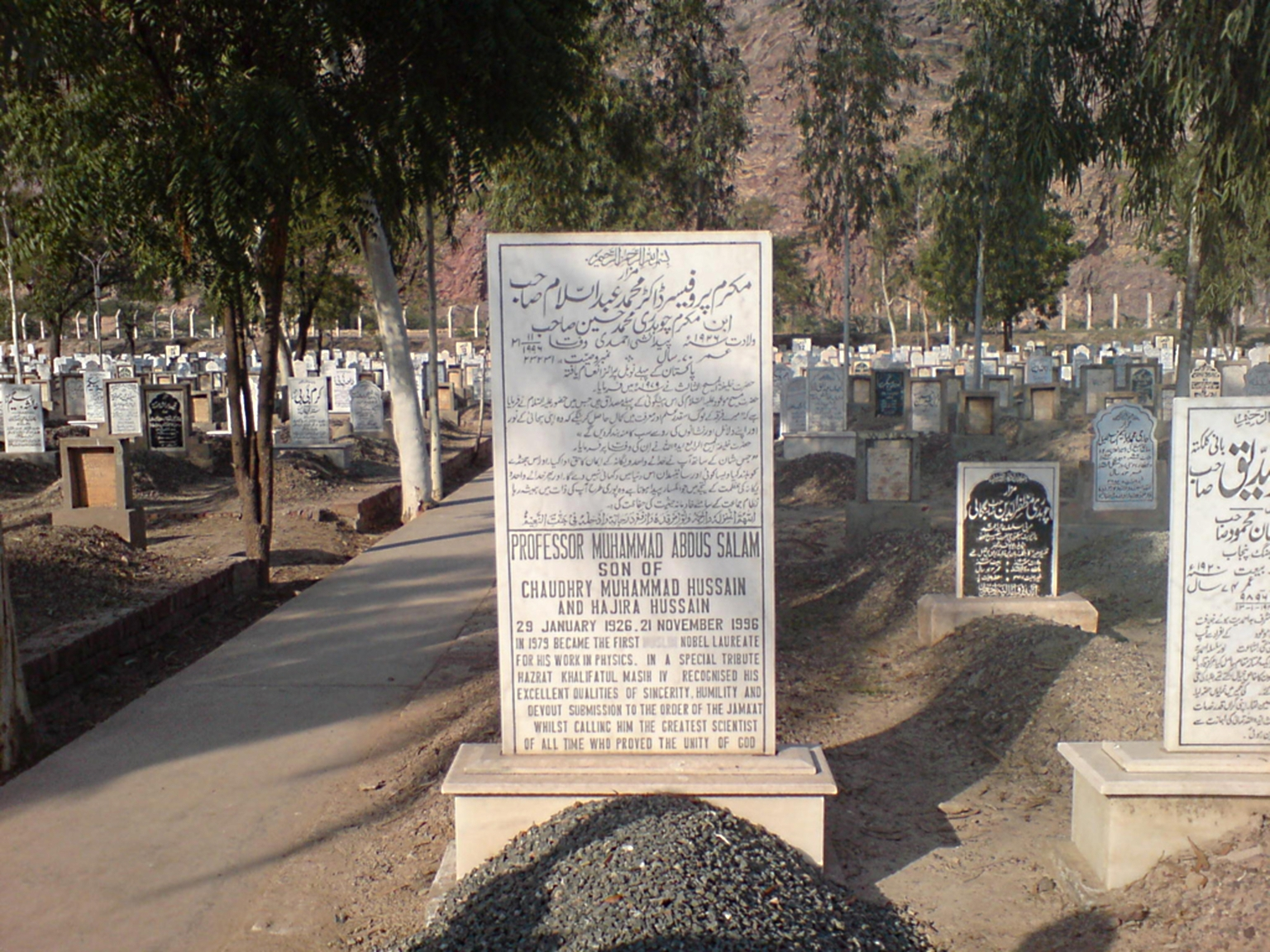
Tombe d'Abdus Salam.

La constitution de la république islamique du Pakistan a été amendée le 7 septembre 1974 pour dénier aux Qadiani ou Lahori la qualité de musulmans. Les ahmadis ont depuis souvent été accusés de blasphème, de violations des lois anti-ahmadis ou d'autres crimes.
Contrairement aux Ahmadis d'autres pays, ils ne peuvent nommer « mosquée » leur lieu de culte, faire l'appel à la prière ou se rendre en pèlerinage à La Mecque. Ils encourent une peine de prison de trois ans pour l'usage de la formule de salutation habituelle « as-salaam alaikum ».
Les Ahmadis ne peuvent s'inscrire sur les listes électorales, sous peine de s'exposer à des représailles. Leurs commerces sont couramment boycottés voire vandalisés, tandis que certains magasins s'affichent interdits aux Ahmadis.
Le physicien pakistanais et prix Nobel de physique, Abdus Salam a souffert du mépris de sa patrie, parce qu'il était ahmadi. Le gouvernement pakistanais a laissé péricliter les instituts scientifiques qu'il avait créés dans son pays et sa tombe qui mentionnait « premier lauréat Nobel musulman » a été détériorée : le mot musulman en a été effacé, conformément à une loi de 1984 qui interdit aux ahmadis de se déclarer musulman.
Le 28 mai 2010, des attaques contre deux mosquées de ce culte à Lahore font environ 80 tués et 80 blessés. Le Tehrik-e-Taliban Pakistan est soupçonné d'être l'auteur de ces actions.
Amnesty International recense, dans son rapport de 2024, des dizaines de cas d’arrestation et de détention arbitraire visant les Ahmadis, ainsi que la publication d’ordonnances interdisant aux membres de ce groupe de pratiquer des rites religieux. « Ces violations des droits humains imputables aux administrations de district à travers le Pakistan illustrent le fait que les Ahmadis demeurent l’une des communautés les plus systématiquement visées par les discriminations au Pakistan ». 

### Glasgow, 2016
En mars 2016, Asad Shah, 40 ans, un commerçant venu du Pakistan dans les années 1990, de confession ahmadienne, et habitant du quartier de Shawlands à Glasgow, affiche sur sa page Facebook le message « Bon vendredi [saint] et très joyeuses Pâques à mon pays chrétien bien-aimé ! ».
Le jeudi 24 mars au soir, arrive dans son commerce un homme barbu, portant un long habit religieux, qui commence à parler avec Asad Shah à l'extérieur de sa boutique, puis l'assassine en le poignardant à trente reprises et, avant de s'enfuir, prend le temps de s'asseoir sur le torse de sa victime, avant l'intervention du frère d'Asad Shah, qui travaille dans un commerce voisin.
L’enquête a abouti à l’arrestation d’un homme de 32 ans, Tanveer Ahmed, originaire de Bradford que les autorités ont qualifié de  musulman .

## Algérie
En Algérie, où l'islam est la religion d'État, et où domine la doctrine malékite sunnite, la Constitution garantit la liberté de culte, sous réserve d'agrément des autorités pour le lieu de culte et quant au prédicateur. Les Ahmadis y sont combattus ; en 2018, 27 d'entre eux sont condamnés à de la prison avec sursis, notamment pour offense aux préceptes de l'islam. Ils s'inscrivent dans la liste des 300 personnes ahmadi arrêtées et poursuivies depuis 2016.

## Mosquées
La communauté islamique ahmadiyya a construit de nombreuses mosquées à travers le monde.
Par exemple :  la Mosquée Fazl (1926) à Londres, la Mosquée de Berlin-Wilmersdorf (1929) (obédience Ahmadisme de Lahore), la Mosquée Al-Sadiq (1922) à Chicago et la Mosquée Moubarak (2008) à Saint-Prix (Val-d'Oise).